# Сингх, Мохан Бикрам
Мохан Бикрам Сингх (Mohan Bikram Singh, обычно сокращается до MBS, партийное прозвище Гарти, Gharti; род. 15 апреля 1935, Катманду) — непальский политик-коммунист.

## Биография
Сын богатого землевладельца в округе Пьютхан, близкого к королю Трибхувану, Мохан Бикрам тем не менее ещё в подростковом возрасте встал на сторону оппозиции, в 1950 году вступил в Непальский конгресс и принял участие в восстание за демократию 1950—1951 годов.
Мохан Бикрам Сингх вступил в тогда ещё единую Коммунистическую партию Непала в 1953 году. Он активно включился в пропаганду коммунистических идей и в растущее в десятилетие после свержения Рана (1950-е) общенациональное крестьянское движение в Непале, в 1953—1954 годах призывая местную молодежь и крестьян в районе Нарикота (Пьютхан) противостоять феодалам. За свою агитацию он был арестован и провёл 18 месяцев в тюрьме в Пьютхане, затем в Сальяне, пока не был освобождён в 1956 году.
В 1957 году избран в ЦК КПН. После королевского переворота и установления автократичной панчаятской системы М. Б. Сингх отправился в изгнание в Горакхпур (Индия), а компартия на пленуме в марте 1961 года разделилась на три разные направления: лидер К. Дж. Райямаджхи и большинство ЦК поддержали конституционную монархию; группа Пушпы Лала требовала восстановления парламенту единого фронта с Непальским конгрессом; Мохан Бикрам Сингх же сплотил левые секции, выдвинув требование о созыве Учредительного собрания и принятии новой конституции. Эта линия нашла большую поддержку среди партийных низов, за неё стояло 28 — большинство — участников пленума, однако их единственным представителем в ЦК был сам М. Б. Сингх, не получивший поддержки со стороны других членов комитета. Когда в 1962 году партия раскололась, М. Б. С. встал на сторону более радикальной фракции во главе с Тулси Лал Аматьей.
В 1971 году М. Б. Сингх был освобождён из тюрьмы; двумя годами ранее, в 1969 году, на свободу вышел и Ман Мохан Адхикари. Вместе с Шамбурамом Шрестхой и Нирмалом Ламой они сформировали «Центральное ядро», стремившееся объединиться с Коммунистической партией Непала (Пушпа Лал). Это слияние так и не состоялось, и «Центральное ядро» распалось. В 1974 году Мохан Бинкрам Сингх и Нирмал Лама провели на территории Индии «Четвёртый съезд» Коммунистической партии Непала (КПН). Фактически их фракция, в которую вошли радикальные левые группы, образовала отдельную политическую силу — Коммунистическую партию Непала (Четвёртый съезд).
В 1983 году произошел раскол между Ламой и Сингхом, и последний сформировал отдельную партию — Коммунистическую партию Непала (Масал). Эта партия также потерпит несколько расколов. Во время крупнейшего из них М. Б. С. остался во главе меньшинства, поскольку большинство сформировало Коммунистическую партию Непала (Машал), генсеком которой стал Мохан Байдья.
Во время народного восстания 1990 года против автократического режима М. Б. Сингх не соглашался с Объединённым левым фронтом относительно необходимости сотрудничества против режима с Непальским конгрессом. Как и раньше, он требовал созыва Учредительного собрания и выступал за необходимость вооружённой борьбы для борьбы с королевской властью в стране. Коммунистическая партия Непала (Масал), Коммунистическая партия Непала (Машал) и Коммунистическая партия Непала (марксистско-ленинско-маоистская) образовали Единое национальное народное движение.
В 2002 году КПН (Масал) объединилась с Коммунистической партией Непала (Центр единства) и образовала Коммунистическую партию Непала (Центр единства-Масал). М. Б. Сингх стал генеральным секретарем новой партии.
После королевского переворота 1 февраля 2005 года Мохан Бикрам Сингх вновь ушёл в подполье. После восстановления демократического правления КПН (ЦЕ-М) разошлась по ряду вопросов, в том числе относительно вхождения в коалиционное правительство: группа, возглавляемая М. Б. С., вышла из Альянса семи партий и осталась вне правительственной коалиции, вернув себе историческое название Коммунистическая партия Непала (Масал).
М. Б. Сингх восстановил своё свидетельство гражданина только в 2007 году, в возрасте 72 лет.